# Simon Dawkins
Simon Dawkins, född 1 december 1987 i London, är en engelsk fotbollsspelare som för närvarande spelar för San Jose Earthquakes och Jamaicas landslag.

## Spelarkarriär
Dawkins började i Tottenham Hotspurs ungdomsakademi under 2004 och spelade regelbundet i reservlaget, men var oförmögen att slå igenom i förstalaget. Han lånades ut till Leyton Orient innan starten av säsongen 2008-09.
Hans debut i förstalaget försenades efter att Dawkins ådragit sig en vristskada i en vänskapsmatch ironiskt nog mot moderklubben Tottenham. Han gjorde sitt första serieframträdande den 16 augusti 2008 med ett inhopp mot i en match mot Peterborough United, och sin cupdebut i Football League Trophy den 2 september när Orient slog Southend United med 4-2. Lånet löpte ut 3 januari 2009.
Den 1 juni 2009 släpptes Dawkins från sitt kontrakt med Tottenham Hotspur. Han provspelade därefter med franska klubben RC Strasbourg men han återvände senare till Tottenham på icke-kontrakt för att tillfriskna från en skada. Ett eventuellt kontrakt var beroende av hans skadestatus vid starten av säsongen 2010-11 säsongen.
I augusti 2011 provspelade Dawkins för Celtic FC och gjorde därefter ett försök med AFC Bournemouth i början av september 2010 på grund av en brist på forwards. Den 14 september blev han skadad i en Bournemouth reservmatch mot Plymouth Argyle FC. Han fortsatte att träna med Tottenham, och gjorde mål i en vänskapsmatch mot Milton Keynes Dons FC den 8 december.
Den 14 mars 2011 belönades Dawkins med ett kontrakt med Tottenham Hotspur efter att ha imponerat på klubben under sitt provspel. Kontrakt gäller fram till juni 2013. Han lånats sedan ut till San Jose Earthquakes följande dag. Han gjorde sin debut för San Jose den 19 mars i den första omgången i MLS säsongen 2011. Matchen slutade med en 0-1 förlust mot Real Salt Lake. Sitt första mål i San Jose gjorde den 2 april Dawkins mot Seattle Sounders FC. Under januari 2012 provspelade Dawkins för holländska FC Twente, men han erbjöds inget kontrakt.
Den 14 februari 2012 meddelades det att Dawkins åter lånades ut till San Jose Earthquakes för MLS-säsongen 2012.. 2013 lånades han ut till Aston Villa och Derby County FC.